# Distrito electoral de Olive Branch (condado de Lancaster, Nebraska)
Olive Branch (en inglés: Olive Branch Precinct) es un distrito electoral ubicado en el condado de Lancaster en el estado estadounidense de Nebraska. En el Censo de 2010 tenía una población de 347 habitantes y una densidad poblacional de 3,73 personas por km².

## Geografía
Olive Branch se encuentra ubicado en las coordenadas 40°34′27″N 96°51′6″O / 40.57417, -96.85167. Según la Oficina del Censo de los Estados Unidos, Olive Branch tiene una superficie total de 92.92 km², de la cual 91.95 km² corresponden a tierra firme y (1.04%) 0.97 km² es agua.

## Demografía
Según el censo de 2010, había 347 personas residiendo en Olive Branch. La densidad de población era de 3,73 hab./km². De los 347 habitantes, Olive Branch estaba compuesto por el 99.42% blancos, el 0% eran afroamericanos, el 0% eran amerindios, el 0% eran asiáticos, el 0% eran isleños del Pacífico, el 0% eran de otras razas y el 0.58% pertenecían a dos o más razas. Del total de la población el 0.86% eran hispanos o latinos de cualquier raza.